# Treinramp op Gare de Lyon

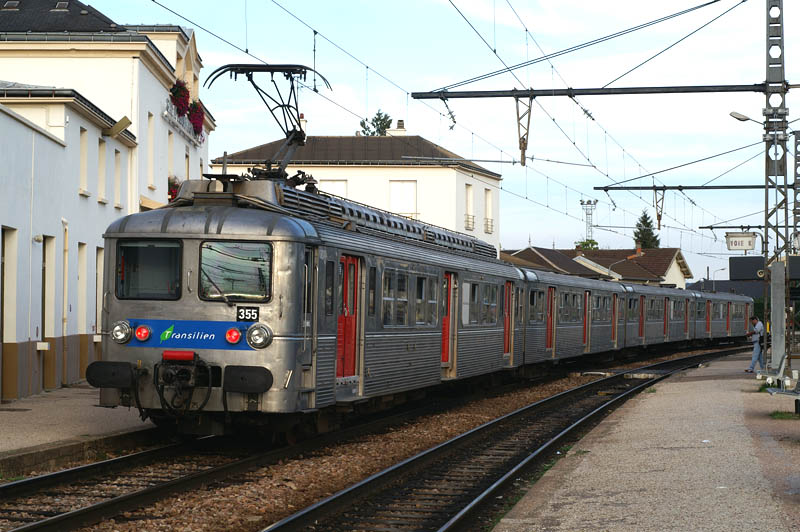
Beide treinen waren van dit treintype

De treinramp op station Gare de Lyon is een ernstig spoorwegongeval op het treinstation Gare de Lyon in Parijs. Op 27 juni 1988 om 19.09 uur reed een op hol geslagen trein in op een stilstaande trein. Bij dit ongeluk kwamen 56 mensen om en raakten 57 gewond. De oorzaak van de ramp was een opeenstapeling van (menselijke) fouten.

## Uitgangssituatie
Bij het ongeval waren twee treinen betrokken:
- Voorstadtrein 153944 onderweg van Melun naar Parijs Gare de Lyon, bestaande uit twee treinstellen met ieder vier bakken van het treintype SNCF Z 5300.

Deze trein werd bestuurd door machinist Daniel Saulin. Jean Charles Boveé was de conducteur op deze trein.
- Voorstadtrein 153951 van Parijs Gare de Lyon naar Melun, bestaande uit een treinstel van het treintype SNCF Z 5300. De machinist van deze trein was André Tanguy.

## Situering van de rampplek
De ramp vond plaats op de verdiepte sporen van het station Gare de Lyon. Deze verdiepte sporen vormden een kopstation. Vlak voor het station ligt een steile afdaling waar de treinen vanaf rijden om het station binnen te kunnen komen. Deze afdaling is iets meer dan 4%.

## Le Vert de Maisons
Kort voor de 27e juni was de nieuwe zomerdienstregeling ingegaan en trein 153944 was onderweg van Melun naar Parijs Gare de Lyon, een rit van ongeveer 40 kilometer. Door de zomerdienstregeling stopte de trein niet meer op station Le Vert de Maisons. Een 21-jarige alleenstaande moeder die haar kinderen van school wilde ophalen kwam hier kort voor het passeren achter en trok aan de noodrem, waardoor de trein tot stoppen kwam op het station Le Vert de Maisons. Ze holde snel het station uit om nog op tijd te kunnen zijn bij haar kinderen.
De conducteur Jean Charles Boveé en machinist Daniel Saulin hadden vervolgens problemen met het resetten van de noodrem. Het lukte ze uiteindelijk en met ongeveer 20 minuten vertraging ging de trein verder.
Inmiddels had ook een aantal reizigers de trein verlaten in Le Vert de Maisons om op zoek te gaan naar een andere trein om op die manier eerder aan te komen in Parijs.
Wegens de vertraging kreeg Saulin van de verkeersleiding de opdracht niet te stoppen op het volgende station Maisons-Alfort. Normaal gesproken zou volgens de dienstregeling de trein hier wel stoppen. Echter om wat vertraging te kunnen inlopen en ervoor te zorgen dat andere treinen er minder last van hadden nam de verkeersleiding dit besluit.
Maisons-Alfort was het laatste station waar de trein volgens de dienstregeling zou moeten stoppen voordat hij zou arriveren op eindpunt Gare de Lyon. Dit station ligt ongeveer 6 km voor het station Gare de Lyon.
De trein van Saulin zou als hij op tijd was geweest binnenkomen langs perron 2 van station Gare de Lyon, echter door zijn vertraging had de verkeersleiding in het computersysteem een rijweg naar perron 1 ingesteld. Zodra de trein van Saulin 500 meter voor de desbetreffende wissels was werd de rijweg naar perron 1 automatisch verzet.

## Gare de Lyon
Wanneer de trein een geel sein passeert vlak voor Gare de Lyon, probeert Saulin af te remmen. Hij merkt dat zijn remmen nauwelijks werken. De trein remt uiteindelijk nog af tot ongeveer 45 km/h voor de afdaling die vlak voor station Gare de Lyon ligt.
Op datzelfde moment staat langs perron 2 in station trein 153944 te wachten op de conducteur. Deze is enkele minuten vertraagd en daardoor kan machinist André Tanguy de trein die om 19.04 uur zou moeten vertrekken nog niet laten rijden. Vanwege de avondspits is de trein overbezet, velen passagiers moeten staan. De voorste bak, die het dichtst bij de trappen naar het perron staat, is het drukst.
Intussen raakt machinist Saulin in paniek vanwege het feit dat hij de trein niet meer kan laten afremmen en belt met de verkeersleiding van station Gare de Lyon met de mededeling dat zijn remmen niet werken en hij vlak bij Gare de Lyon is. Hierbij vergeet hij zijn naam te noemen, en om welke trein het gaat. Tevens drukt Saulin de noodknop in waardoor er in de andere treinen en bij de verkeersleiding van het station een noodtoon klinkt. De verkeersleiding drukt vervolgens op een noodknop waardoor alle seinen in de omgeving op rood springen.
Saulin gaat na de noodoproep gedaan te hebben zijn cabine uit en stuurt alle reizigers in de trein naar de laatste bak. Hierdoor zouden de inzittenden van deze trein enkel wat lichte verwondingen tellen. Doordat Saulin zijn naam niet opgaf bij de verkeersleiding, is het daar op dat moment onduidelijk welke trein zonder remmen Gare de Lyon nadert. Ze proberen contact te leggen met de vier treinen in de omgeving, om duidelijkheid te krijgen bij welke de remmen niet meer functioneren, zodat ze een rijpad kunnen instellen dat een botsing met een andere trein kan voorkomen. Saulin reageert echter niet omdat hij niet meer in zijn cabine is. Inmiddels wordt de verkeersleiding overspoeld met telefoontjes van andere machinisten omdat die een noodtoon horen en willen weten wat er aan de hand is. Hierdoor lukt het niet om op tijd alle vier treinen te contacteren.
Doordat Saulin de noodknop heeft ingedrukt en alle seinen op rood gezet worden, wordt ook het computersysteem stilgezet. Hierdoor worden de wissels niet verzet die ervoor moeten zorgen dat de trein van Saulin langs perron 1 komt en niet langs perron 2 waar op dat moment nog de trein van André Tanguy staat.
Dertig seconden voor de botsing worden op het station de reizigers van de trein van André Tanguy opgeroepen de trein te verlaten. De treinmachinist hoort dit en blijft vanuit zijn cabine deze oproep in de trein herhalen.  Hij is op slag dood wanneer de trein van Saulin met ongeveer 70 km/h inrijdt op zijn trein. Tanguy wordt later in de kranten een held genoemd. Doordat hij is blijven omroepen hebben waarschijnlijk veel mensen de trein nog op tijd verlaten.

## Onderzoek naar de ramp
Na de ramp werd er onderzoek gedaan naar de oorzaak. In eerste instantie werd terrorisme niet uitgesloten. Frankrijk en vooral Parijs waren in de jaren 1980 vaker het doelwit van terroristische aanslagen. Maar na het verhoor van machinist Saulin werd dit uitgesloten.
Een paar dagen na de ramp, na oproepen in onder andere de kranten, meldde de 21-jarige moeder die aan de noodrem trok zich. Uit alle verklaringen blijkt dat de trein tot aan Le Vert de Maisons, normaal reed en goed functioneerde zonder problemen te hebben met de remmen.

### Fouten
Wat uiteindelijk blijkt is dat conducteur Boveé bij het resetten van de noodrem, de hendel die achter de 1e bak van de trein zit, niet omlaag kreeg. Daarna probeerde Saulin dit. Maar vanwege de krappe ruimte tussen de twee bakken hield Saulin zich vast aan een hendel van de doorvoer van de luchtdrukrem. Zonder dat Saulin het besefte draaide hij deze hendel en sloot hij daarmee het luchtdruksysteem af tussen de voorste bakken en de rest van de bakken. Nadat Saulin de noodrem had weten te resetten wilde hij de trein weer laten rijden. Echter nu bleken alle remmen, op die van de voorste bak na, geblokkeerd te zijn. Officieel moest Saulin een storingsmonteur laten komen. Echter omdat Saulin geen extra vertraging wilde en de storingsmonteur niet aanwezig was op dat station, probeerde Saulin het probleem zelf op te lossen. Het gebeurde weleens vaker dat de luchtdrukremmen blokkeerden. Hij liet bij alle zeven bakken de lucht van de luchtdrukremmen ontsnappen zodat de remmen niet meer vastzaten. Saulin keek niet naar de hendel achter de voorste bak.
Vanaf dat moment had de trein alleen nog maar de beschikking over de luchtdrukrem in de voorste bak.

### Derde fout
Doordat Saulin de opdracht kreeg van de verkeersleiding niet te stoppen op het laatste station hoefde Saulin niet eerder te remmen dan vlak voor Gare de Lyon. Saulin merkte vervolgens dat hij niet voldoende kon remmen met de luchtdrukrem. Echter was er nog wel een andere rem: de elektrische rem. Deze rem kon de trein behoorlijk vaart laten minderen. Maar omdat deze rem vaak meerdere problemen in combinatie met de luchtdrukrem gaf bij dit treintype, weigerden veel Franse treinmachinisten de rem te gebruiken.
Uit onderzoek bleek dat wanneer Saulin deze rem wel had gebruikt hij de trein niet helemaal tot stilstand had gekregen, maar wel dat deze dan veel minder vaart had, wat zelfs mogelijk doden had kunnen voorkomen.
De elektrische rem bevond zich in de cabine op het bedieningspaneel. Vermoedelijk heeft Saulin door de paniek niet meer gedacht aan deze rem.

### Vierde fout
De vierde fout die Saulin maakte volgens het onderzoek, was dat doordat hij in paniek was, vanwege het feit dat hij niet meer kon remmen, zijn naam niet doorgaf aan de verkeersleiding. En hij vervolgens de noodknop in zijn trein indrukte, waardoor een noodtoon te horen was in de treinen in de omgeving.
Door de noodoproep besloot de verkeersleiding alle seinen in de omgeving op rood te zetten. Inmiddels werd ook de verkeersleiding overspoeld met telefoontjes van andere machinisten met de vraag wat er aan de hand was en waarom er een noodtoon te horen was. De verkeersleiding kreeg het hierdoor zo druk dat ze niet meer adequaat kon reageren en goed kon uitzoeken welke van de vier treinen die in de omgeving en onderweg waren naar Gare de Lyon in problemen was. Doordat het computersysteem automatisch op pauze ging toen de verkeersleiding alle seinen op rood zette, kon ook de wissel niet automatisch verzet worden. Waardoor de trein van Saulin langs perron 1 zou komen in plaats van perron 2. De verkeersleiding had dit zelf nog kunnen doen als ze wist dat de trein van Saulin in problemen was.
Het gevolg van deze opstapeling van fouten was de dood van machinist André Tanguy en 55 anderen en 57 gewonden.

## Vervolging
- Machinist Daniel Saulin werd dood door schuld ten laste gelegd en moest vier jaar de cel in. Na zes maanden kwam hij alweer op vrije voeten.
- Conducteur Jean Charles Boveé kreeg zes maanden voorarrest.
- De 21-jarige moeder die aan de noodrem trok kreeg een geldboete.

## Maatregelen na de ramp
Door de ramp is een aantal dingen veranderd bij de Franse spoorwegen:
- De hendel waarmee het luchtdruksysteem in de wagons kan worden afgesloten werd verplaatst zodat het moeilijker werd om deze per ongeluk te verzetten, maar ook om de kans op sabotage te verkleinen.
- Het treinpersoneel kreeg een betere opleiding over de technische aspecten van de trein. Dit gold niet alleen voor machinisten maar ook voor conducteurs.
- Het computersysteem werd zo ingesteld dat het ook zou blijven functioneren wanneer alle seinen op rood gezet worden.
- De verkeersleidingen in het hele land werden voorzien van betere communicatiemogelijkheden om overbelasting van het netwerk te voorkomen.

## Televisie
In het programma Seconds from Disaster werd een aflevering aan deze ramp besteed.